# V1500 Cygni
V1500 Cygni eller Nova Cygni 1975 var en ljusstark nova som framträdde 1975 i stjärnbilden Svanen. Den är den näst starkaste novan under 1900-talet, överträffad endast av CP Puppis (1942).
V1500 Cygni upptäcktes den 29 augusti och nådde maximum, magnitud +1,7 dagen efter. Den förblev synlig för blotta ögat ungefär en vecka. 680 dagar efter maximum hade den bleknat 12,5 magnituder. 
Stjärnan är en kataklysmisk variabel av typen AM Herculis och består av en röd dvärg som ger ifrån sig material till en vit dvärg med starkt magnetfält. V1500 Cyg är det 13:e bekräftade AM Herculis-systemet, med den näst längsta omloppstiden, ~3,3 timmar (Chlebowski and Kaluzny, 1988).
Avståndet till V1500 Cygni bestämdes 1977 av McDonald-observatoriet till 6360 ljusår.

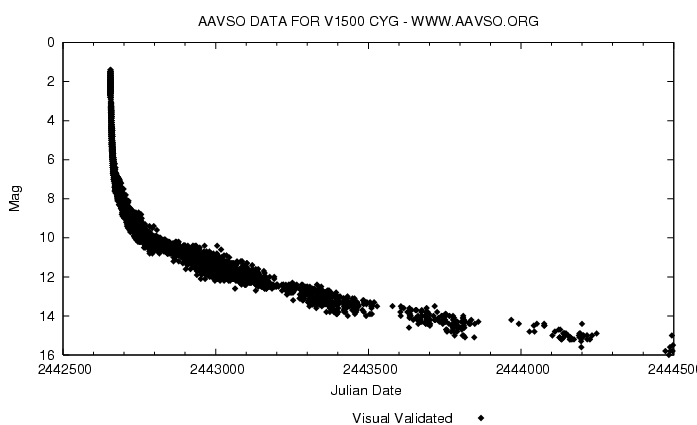
Ljuskurvan från AAVSO (American Association of Variable Star Observers) som visar den skenbara magnituden. Datum är angivna i julianska dagar.